# Slade Gorton

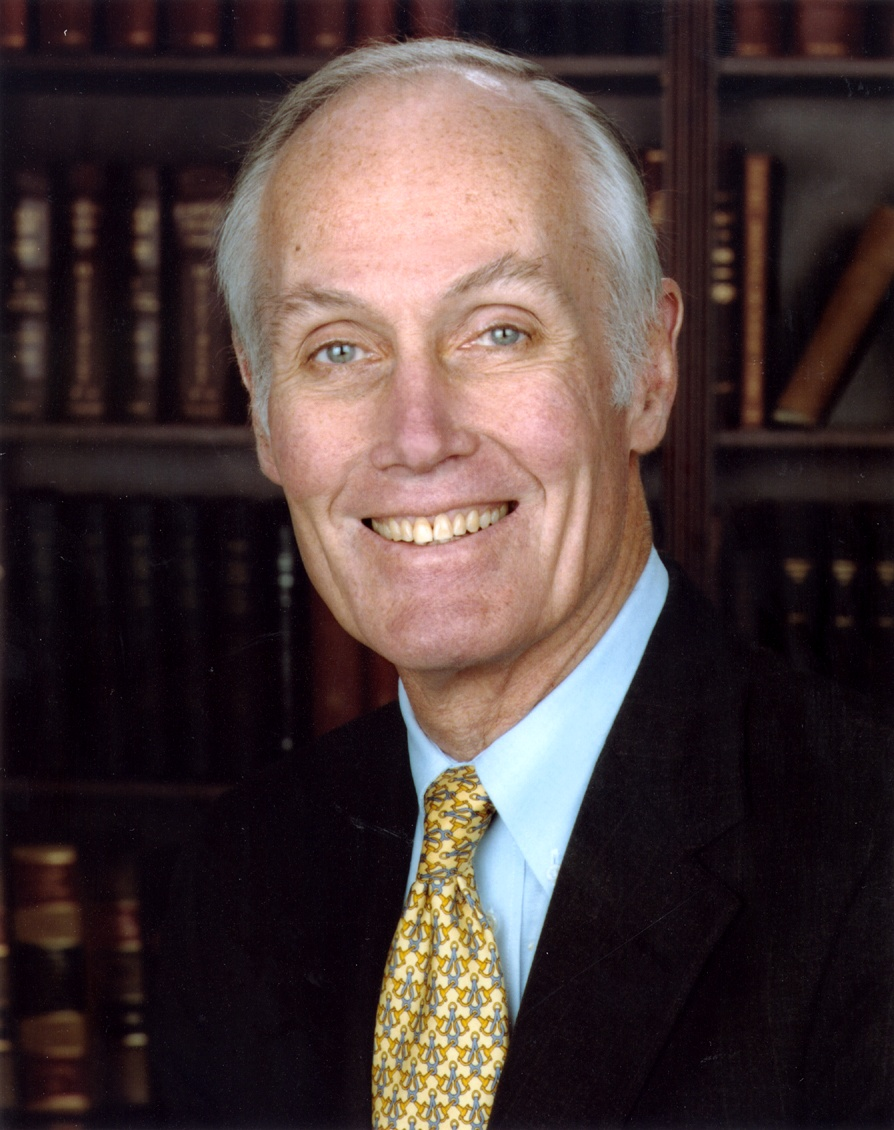
Slade Gorton

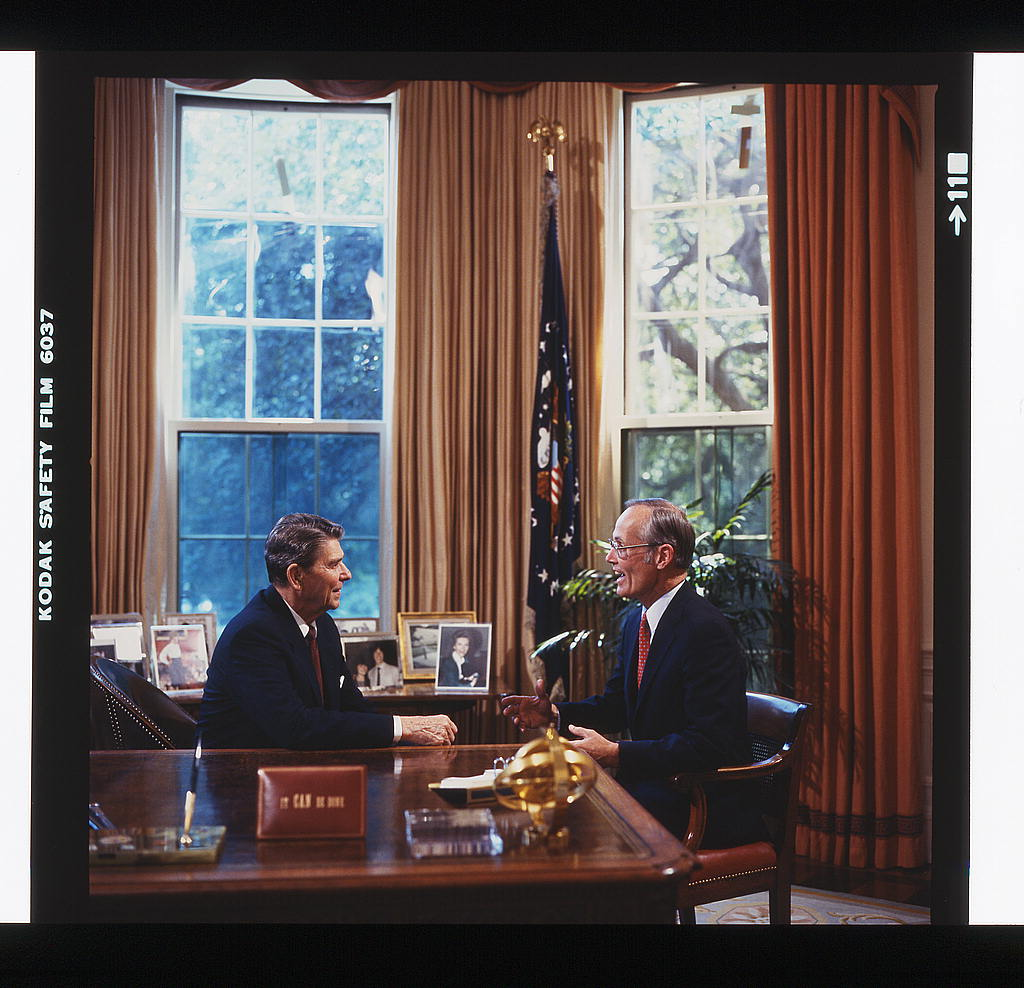
US-Präsident Ronald Reagan und Senator Slade Gorton

Thomas Slade Gorton III (* 8. Januar 1928 in Chicago, Illinois; † 19. August 2020 in Seattle, Washington) war ein US-amerikanischer Politiker (Republikanische Partei), der den Bundesstaat Washington im US-Senat vertrat.

## Frühes Leben
Slade Gorton – er wird meist ohne seinen Vornamen Thomas genannt – wurde als Sohn von Thomas Slade und Ruth Israel Gorton in Chicago geboren und wuchs in Evanston auf, wo er die Pflichtschule besuchte. Kurz vor Ende des Zweiten Weltkrieges wurde auch Gorton 1945 eingezogen und diente bis 1946 als Soldat in der US Army.
Danach setzte er seine Ausbildung am Dartmouth College in Hanover, New Hampshire fort, wo er 1950 abschloss. Im Jahr 1953 erlangte Gorton seinen Abschluss in Rechtswissenschaften an der Columbia University in New York und begann danach in Seattle als Anwalt zu praktizieren.
Von 1953 bis 1956 diente Gorton im Rang eines Lieutenant in der US Air Force und war selbst danach noch bis 1980 als Reservist einsatzbereit.

## Politische Karriere
1959 wurde Gorton ins Repräsentantenhaus von Washington gewählt, wo er von 1967 bis 1969 als Majority leader der Republikaner fungierte. 1969 wurde Gorton zum Attorney General von Washington ernannt, ein Amt, das er zwölf Jahre lang ausübte.
Im Jahr 1980 kandidierte Gorton erfolgreich für einen Sitz im US-Senat, wo er vom 3. Januar 1981 bis 3. Januar 1987 verblieb. Es war der Demokrat Brockman Adams, der Gorton bei der Wahl um den Senatssitz besiegte. Allerdings stellte er sich 1988 wieder zur Wahl und konnte erneut einen Sitz im Senat gewinnen. Im Jahr 1994 wurde Gorton wiedergewählt und amtierte so vom 3. Januar 1989 bis 3. Januar 2001.

## Spätes Leben
Im Jahr 2002 wurde Gorton Mitglied in der Untersuchungskommission zu den Anschlägen des 11. Septembers, die 2004 ihren Abschlussbericht vorlegte. Im Jahr 2005 übernahm Gorton den Vorsitz der Mitte-rechts-Bewegung Constitutional Law PAC, die sich für den Einsatz republikanischer Kandidaten in öffentlichen Ämtern, vor allem aber am Bundesgerichtshof von Washington, starkmacht.

## Privates Leben
Gorton war seit dem 28. Juni 1958 mit Sally Jean Clark verheiratet. Das Paar hat drei Kinder, Sohn Tod und die Töchter Sara Jane und Rebecca Lynn. Seine Frau starb sieben Jahre vor ihrem Ehemann, am 20. Juli 2013.

## Einzelnachweis
1. ↑  Slade Gorton, former Washington US senator, dies at 92